# Diocoris
Diocoris is een geslacht van wantsen uit de familie van de Miridae (Blindwantsen). Het geslacht werd voor het eerst wetenschappelijk beschreven door George Willis Kirkaldy in 1902.

## Soorten
Het genus bevat de volgende soorten:

- Diocoris agelastus Kirkaldy, 1902
- Diocoris caliginosus Odhiambo, 1959
- Diocoris collaris China, 1944
- Diocoris erifyle Linnavuori, 1996
- Diocoris pilosus Linnavuori, 1975
- Diocoris triangulifer (Poppius, 1914)